# Leptocolpia viridicatena
Leptocolpia viridicatena là một loài bướm đêm trong họ Geometridae.